# Mortagne-du-Nord
Mortagne-du-Nord település Franciaországban, Nord megyében. Lakosainak száma 1581 fő (2022. január 1.). Mortagne-du-Nord Flines-lès-Mortagne, Thun-Saint-Amand, Château-l’Abbaye és Maulde községekkel határos.

## Népesség
A település népességének változása:
| Lakosok száma | 1630 | 1643 | 1653 | 1626 | 1609 | 1595 | 1584 | 1584 | 1581 |
|               | 2013 | 2015 | 2016 | 2017 | 2018 | 2019 | 2020 | 2021 | 2022 |